# Heiko Runge

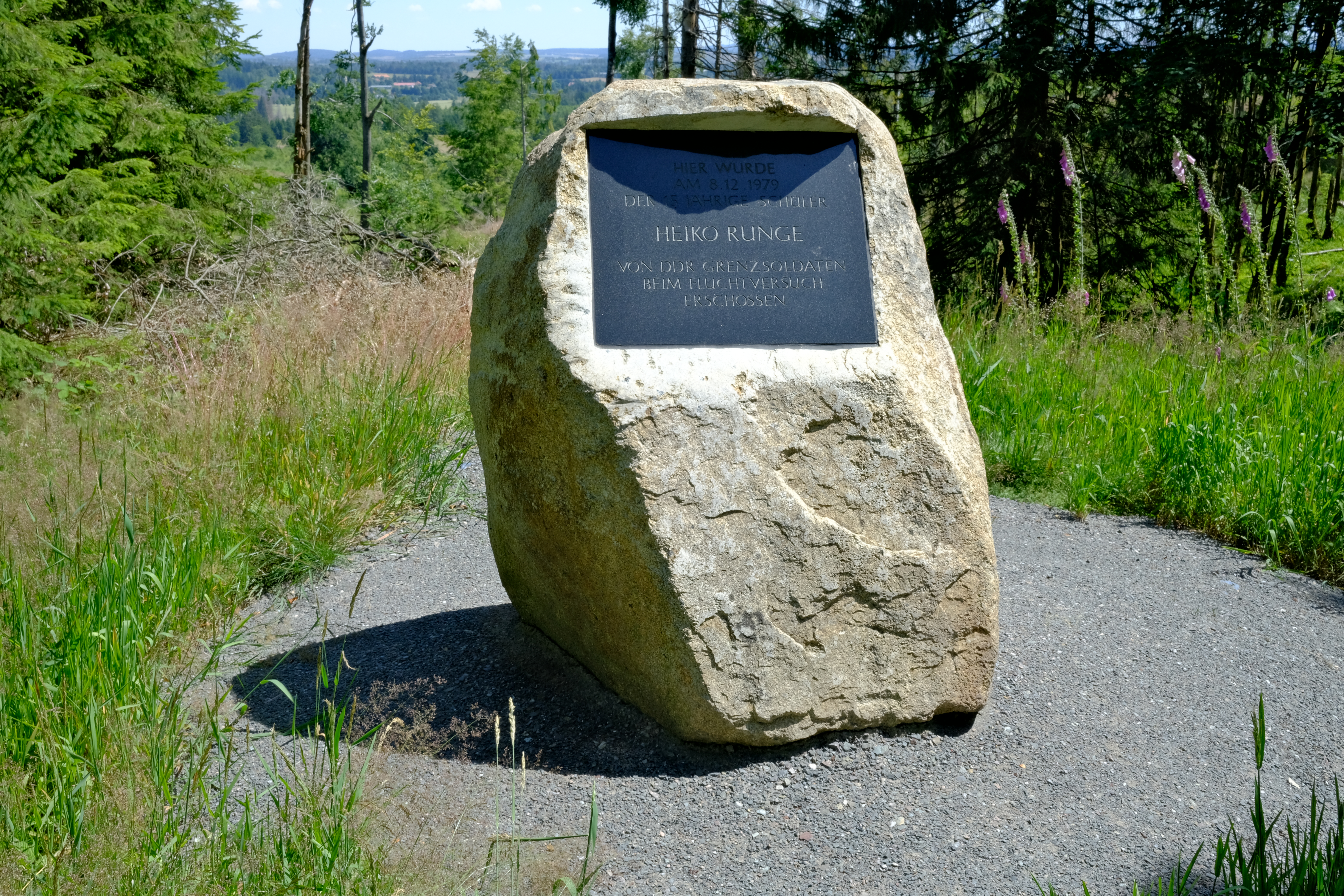
Am 8. Dezember 2023 wurde bei Hohegeiß ein Gedenkstein für Heiko Runge eingeweiht. (Foto von 2024)

Heiko Runge (* 29. April 1964 in Merseburg; †  8. Dezember 1979 bei Sorge) war ein deutscher Schüler, der im Alter von 15 Jahren bei einem Fluchtversuch über die innerdeutsche Grenze von zwei DDR-Grenzsoldaten erschossen wurde. Er ist somit eines der wenigen jugendlichen Opfer an der Grenze.

## Leben
Heiko Runge lebte mit seiner Mutter und seiner Schwester in Halle-Neustadt. Er war ein eher durchschnittlicher Schüler und fühlte sich gegenüber der erfolgreicheren Schwester benachteiligt. Sein gleichaltriger Klassenkamerad Uwe Fleischhauer, der Probleme in der Schule und in seinem Elternhaus hatte, überredete ihn zur Flucht aus der DDR nach Westdeutschland.
Die beiden Schüler verließen am 8. Dezember 1979 das Elternhaus und fuhren mit dem Zug nach Benneckenstein. Dort stiegen sie aus und näherten sich der innerdeutschen Grenze. Gegen 15 Uhr überstiegen sie den Grenzsignalzaun und lösten damit unbemerkt einen Grenzalarm aus. Während sie weiter in westlicher Richtung schlichen, setzte die alarmierte Grenzkompanie Sorge Postenpaare am vorderen Sperrelement, dem Metallgitterzaun, ab. Die beiden Schüler liefen direkt auf ein in der Deckung liegendes Postenpaar zu. Die beiden unter Schießbefehl stehenden Grenzposten luden beim Anblick der Jugendlichen ihre Waffen durch und entsicherten sie. Fleischhauer und Runge flüchteten getrennt. Die Grenzsoldaten Jürgen A. und Claus M. eröffneten das Feuer und gaben insgesamt 51 Schuss Dauerfeuer ab. Sie trafen  Heiko Runge in den Rücken, der am Tatort verblutete. Der sich auf den Boden geworfene Uwe Fleischhauer wurde am Tatort verhaftet, anschließend mehrfach verhört und wegen ungesetzlichen Grenzübertrittes inhaftiert. Anderen Insassen musste er als Haftgrund Kfz-Diebstahl angeben. Nach einem Jahr in Haft wurde er wegen guter Führung auf Bewährung vorzeitig  entlassen.
Die beiden Todesschützen wurden für die Tötung von Heiko Runge in der DDR nicht zur Rechenschaft gezogen, sondern mit der Medaille für vorbildlichen Grenzdienst ausgezeichnet. Nach der deutschen Wiedervereinigung wurden sie im Jahr 1996 vom Landgericht Magdeburg zu 14 bzw. 12 Monaten Haft auf Bewährung verurteilt. Die Staatsanwaltschaft hatte für den Postenführer zwei Jahre und 9 Monate ohne Bewährung gefordert. Der damalige Kompaniechef der Grenzkompanie Sorge, Major Helmut Piotrowski, hatte seine Soldaten auf besondere Weise indoktriniert, indem er die in den Grenztruppen vorgeschriebene Reihenfolge bei Feststellen eines Flüchtlings(Anruf – Warnschuss – gezieltes Einzelfeuer) durch seine Äußerungen verdrehte: „Bei Anruf erfolgt Magazinwechsel!“ oder „Der Warnschuss geht mindestens durch die Mütze!“.
Die Staatssicherheit fertigte Fotos von den Trauergästen der Beerdigung Heiko Runges an. Den Mitschülern und Lehrern war untersagt worden, dort Abschied zu nehmen.